# Densité spectrale de flux
Dans le domaine du rayonnement, on appelle densité spectrale de flux la mesure de la densité surfacique de flux d'énergie sous forme de rayonnement électromagnétique par unité de fréquence ou de tout autre valeur équivalente décrivant le spectre (longueur d'onde, nombre d'onde, énergie, etc.).
Le terme densité de flux est un raccourci couramment employé pour densité surfacique de flux, une quantité présente dans la plupart des domaines de la physique, y compris dans le domaine du rayonnement où il est obtenu par intégration de la densité spectrale sur tout ou partie du spectre. On trouve couramment le terme abusif de flux pour désigner cette quantité.

## Formule
La densité de flux est définie à partir de l'intensité spécifique (ou luminance), qui intervient dans la formule donnant l'énergie dE des photons de fréquence ν à dν (si on choisit la description en fréquence) près transitant durant un intervalle de temps dt à travers une surface dA et dans la direction sous-tendue par l'angle solide dω, selon la formule
{\displaystyle {\rm {d}}E=I_{\nu }\cos \theta \;{\rm {d}}A\;{\rm {d}}t\;{\rm {d}}\omega \;{\rm {d}}\nu },
θ étant l'angle entre la direction des photons et la normale à la surface considérée. Le flux d'énergie par unité de fréquence et de surface est, par définition,
{\displaystyle f_{\nu }={\frac {{\rm {d}}E}{{\rm {d}}t\;{\rm {d}}A\;{\rm {d}}\nu }}},
soit
{\displaystyle f_{\nu }=I_{\nu }\cos \theta \;{\rm {d}}\omega }.
La densité de flux correspond à la quantité précédente intégrée sur toutes les directions, soit
{\displaystyle F_{\nu }=\int _{\omega }I_{\nu }\cos \theta \;{\rm {d}}\omega }.
Si l'on choisit la description en longueur d'onde λ l'expression ci-dessus s'écrit :
{\displaystyle {\rm {d}}E=I_{\lambda }\cos \theta \;{\rm {d}}A\;{\rm {d}}t\;{\rm {d}}\omega \;{\rm {d}}\lambda }
S'agissant d'un même spectre, ces deux quantités sont identiques, il vient :
{\displaystyle I_{\nu }\mathrm {d} \nu =I_{\lambda }\mathrm {d} \lambda }
d'où la relation :
{\displaystyle I_{\lambda }=\left|{\frac {\mathrm {d} \nu }{\mathrm {d} \lambda }}\right|I_{\nu }={\frac {\nu ^{2}}{c}}I_{\nu }}

## Unités

### Dans le Système international
Par définition, la densité spectrale de flux est une densité de flux par unité untilisée pour décrire le spectre. Son unité est donc une puissance divisée par une surface et une fréquence (ou une longueur, ou l'inverse d'une longueur, ou une énergie...). Dans le Système international d'unités, l'unité est donc le watt par mètre carré et par unité x (W·m-2·x-1), x étant le Hertz, le mètre, le m-1, le Joule...

### En radioastronomie
En radioastronomie, on utilise fréquemment le  jansky (symbole Jy), nommé en l'honneur de Karl Jansky, pionnier de la radioastronomie, et définie par :
1 jansky = 10−26 W m−2 Hz−1 (unités SI) (= 10−23 erg s−1 cm−2 Hz−1 (unités CGS)).

### Dans le domaine visible
Historiquement, l'éclat des quelques centaines d'étoiles visibles à l'œil nu avait fait l'objet d'une classification par l'astronome grec Hipparque en objet de première, deuxième, jusqu'à cinquième grandeur. La densité de flux associée a ainsi donné lieu à l'introduction du concept de magnitude, une échelle logarithmique de densité de flux basée sur des densités de flux d'objets de référence.

### En astronomie des rayons X
Une des sources permanente de rayons X la plus intense (et la plus étudiée) est la nébuleuse du Crabe, nom donné au rémanent de la supernova historique SN 1054. La densité de flux dans le domaine des rayons X de cet objet vu depuis la Terre a donné lieu à une unité mal définie, le crabe. Cette unité est mal définie car la nébuleuse du Crabe, âgée de moins de 1000 ans, voit son rayonnement moyen évoluer de façon mesurable à l'échelle de quelques années. Le crabe représente ainsi plutôt un ordre de grandeur quand même précis qu'une valeur parfaitement bien déterminée.

## Quelques exemples

### Milieu isotrope
Dans un milieu parfaitement isotrope, la densité de flux ne dépend pas de la direction de rayonnement. Ainsi, le terme Iν intervenant dans la définition de la densité de flux peut-il être sorti de l'intégrale, qui devient
{\displaystyle F_{\nu }=I_{\nu }\int _{\omega }\cos \theta \;{\rm {d}}\omega }.
Cette intégrale peut être effectuée sans difficulté par le passage usuel en coordonnées sphériques, pour lesquelles
{\displaystyle {\rm {d}}\omega =\sin \theta \;{\rm {d}}\theta \;{\rm {d}}\varphi }.
L'intégrale donne alors
{\displaystyle \int _{\omega }\cos \theta \;{\rm {d}}\omega =\int _{\varphi =0}^{\varphi =2\pi }\int _{\theta =0}^{\theta =\pi }\cos \theta \;\sin \theta \;{\rm {d}}\theta \;{\rm {d}}\varphi =0},
soit
{\displaystyle F_{\nu }=0}.
Le fait que la densité de flux soit nulle s'interprète par le fait que dans un milieu isotrope, la quantité de rayonnement passant d'un côté à l'autre de la surface considérée est strictement égale à celle passant dans la direction opposée. Le flux est donc nécessairement nul.

### Densité de flux à la surface d'un milieu isotrope isolé
Plus intéressant est le calcul de la densité de flux en surface d'un milieu isotrope isolé, c'est-à-dire ne recevant pas de rayonnement. Dans ce cas, il n'y a de flux que dans un sens et pas dans l'autre. La densité de flux se calcule ainsi de la même manière, l'intégrale se faisant cette fois sur une demi-sphère et non une sphère complète. On a ainsi
{\displaystyle F_{\nu }=I_{\nu }\int _{\varphi =0}^{\varphi =2\pi }\int _{\theta =0}^{\theta ={\frac {\pi }{2}}}\cos \theta \;\sin \theta \;{\rm {d}}\theta \;{\rm {d}}\varphi =\pi I_{\nu }}.

## Sources
- (en) Hannu Karttunen et al., Fundamental Astronomy, Springer Verlag, 2003, 4e éd., 468 p. (ISBN 3-540-60936-9), pages 81 à 83.